# Umpilampi (sjö i Finland)
Umpilampi är en sjö i Finland. Den ligger i kommunen Uleåborg i landskapet Norra Österbotten, i den centrala delen av landet, 600 km norr om huvudstaden Helsingfors. Umpilampi ligger 14,7 meter över havet. Arean är 1,3 hektar och strandlinjen är 0,46 kilometer lång. Sjön  ingår i Bottenvikens kustområde.   I omgivningarna runt Umpilampi växer i huvudsak blandskog.